# 栗岘隧道
栗峴隧道（韩语：／ Yulhyeon Tunnel */?）是位於韓國首爾特別市和京畿道的鐵路隧道，連接韓國首爾江南區水西站和京畿道平澤市芝制站的SR水西平澤高速線上的鐵路隧道，為世界第四長的铁路隧道，以及大韓民国最長的隧道，全長50.32公里。

## 歷史
- 2015年6月24日：貫通[1]。
- 2016年12月9日：水西平澤高速線開業[2]。